# Theoderich von Minden
Theoderich († 2. Februar 880 bei Ebstorf nahe Lüneburg; auch: Dietrich) war der dritte Bischof von Minden von 853 bis 880.
Der Name Theoderich kommt aus dem Althochdeutschen und bedeutet der im Volk Mächtige.
Bischof Theoderich stand im Briefwechsel mit dem Magister Fuldensis und Geschichtsschreiber Rudolf von Fulda († 865), einem Schüler des Hrabanus Maurus.
865 nahm er an der Weihe des Benediktinermönchs St. Rimbert zum Erzbischof von Bremen teil, 872 an der Weihe des Hildesheimer Doms, den Bischof Altfrid hatte errichten lassen, und 868 an der Synode von Worms, die langwirkende kirchenrechtliche Beschlüsse fasste.
Auf seinem Erbgut gründete er 871 ein Kanonissenkloster in Wunstorf. Er starb im Jahr 880 zusammen mit Bischof Markward von Hildesheim, Brun von Sachsen, den elf Grafen Wigmann, Bardo, Bardo und Bardo, Thiotrich und Thiotrich, Gerrich, Liutolf, Folkward, Awan, Liuthar, sowie den 14 Beamten Bodo, Aderam, Alfuin, Addasta, Aida, Aida, Dudo, Wal, Halilf, Humildium, Adalwin, Werinhard, Thiotrich und Hilward in der Normannenschlacht 880, einer Schlacht der christlichen Sachsen bei Ebstorf gegen eingedrungene heidnische Normannen. Das Heer der Sachsen erlitt eine furchtbare Niederlage.
Theoderich soll im von ihm gegründeten Kloster Wunstorf bestattet sein. Die anderen Gefallenen seien auf dem Kampfplatz an drei verschiedenen Stellen bestattet und schon bald vom Volk verehrt worden, dann aber in Vergessenheit geraten sein, bis man ihre Gräber auf wundersame Weise wiederentdeckte. Graf Volrad von Danneberg errichtete daraufhin um 1150 das Kloster Ebstorf, in das man die Gebeine brachte. 
Theoderich wird als Heiliger und Märtyrer verehrt. Sein Gedenktag ist sein Todestag, der 2. Februar.